# Campionato francese di rugby a 15 1909-1910
Il Campionato francese di rugby a 15 di prima divisione 1909-1910  fu vinto dal FC Lyon che sconfisse lo Stade bordelais in finale.

## Contesto
Il "Torneo delle Cinque Nazioni 1910" fu vinto dall'Inghilterra. La Francia, esordiente, giunse ultima.

## Semifinali
| 1910 | Racing Club de France | 9 – 0 | FC Lyon |  |

| 1910 | Stade bordelais | 16 – 3 | Stadoceste tarbais |  |

## Finale
| Arbitro: | Paul Meyer |

| |            | |
| mete: Debayeux (2), Vuillermet trasf.: Favre 2                                                                                    | Marcatori  | mete: Delaye trasf.: Delaye c.p.: Martin |
| Georges Vuillermet Joannes Fischer Joseph Bavozet Marcel Bernard Pierre Bavozet Marcel Favre Victor Gillon Paul Mauriat (sportif) | Formazioni | Alphonse Massé Louis Mulot Jean-Jacques de Beyssac Marcel Laffitte Hélier Thil Robert Monier Herman Droz Robert Blanchard Delaye Casamajor Maurice Leuvielle Fernand Perrens Maurice Bruneau W.C. Campbell Henri Martin |